# Half-Life: Decay
Half-Life: Decay est une extension incluse dans la version PlayStation 2 du jeu de tir à la première personne Half-Life, développée par Gearbox Software et sortie en 2001.
Cette extension, qui consiste en un gros ajout de niveaux bonus, n'est sorti que sur le disque de démo de Sony Underground du numéro de juin 2002 de PlayStation Magazine et n'a jamais été officiellement annoncé. Les niveaux supplémentaires sont en fait un port de Half-Life: Uplink.

## Trame

### Personnages
Comme pour les autres extension de Gearbox Software, Opposing Force et Blue Shift, Decay propose au joueur de revivre les incidents de Half-Life à travers les yeux d'autres personnages. Ici, il s'agit de deux collègues de Gordon Freeman, les docteurs Gina Cross et Colette Green.
Le docteur Gina Cross a servi de modèle pour l'hologramme de l'épreuve d'entraînement, et peut être aperçue à un moment dans Blue Shift. Mais dans Decay, elle porte une combinaison grise alors qu'elle est orange dans les versions précédentes. Colette Green est un nouveau personnage entièrement inventé pour Decay.

### Histoire
À Black Mesa, les docteurs Cross et Green font partie d'une équipe différente de Gordon Freeman. Elles sont responsables de l'équipement que Gordon utilise durant les expériences et sont sous la direction du Dr Rosenberg et du Dr Richard Keller. Cross et Green envoient à Freeman l'échantillon pour la phase de test (juste avant « l'incident ») et, comme ce dernier, doivent se battre pour survivre après la résonance en chaîne.
Elles aident le Dr Rosenberg à atteindre l'endroit où il est plus tard retrouvé par Barney Calhoun dans Blue Shift. Elles préparent ensuite un satellite au lancement (observable dans Half-Life) et elles utilisent le satellite depuis la Terre pour affaiblir significativement les effets de la résonance en chaîne. À la fin du jeu, elles sont toutes les deux prises dans ce que le Docteur Keller appelle un reflux harmonique. C'est durant ce passage qu'elles peuvent entendre le Dr Rosenberg prévenir qu'il « ne peut pas garder le portail ouvert plus longtemps » ce qui fait allusion au coïncidement avec le voyage de Barney Calhoun sur Xen. Finalement, l'état de Gina Cross et de Colette Green se stabilise et le Dr Keller les félicite pour leur succès. Il reste toujours un doute quant à savoir si les docteurs ont réussi à survivre à l'explosion nucléaire qui survient à la fin d’Opposing Force.
Bien que le sort de Gina Cross, comme celui de ses coéquipiers, soit inconnu après Decay, un corps ressemblant au sien peut être trouvé par Adrian Shephard dans Half-Life: Opposing Force près d'un téléporteur dans Xen. Le nom pour le modèle de ce corps est gina.mdl, ce qui laisse penser qu'il s'agit bien du cadavre de Gina Cross, mais comme Opposing Force est sorti deux ans avant Decay certains joueurs pensent que cela n'a pas été pris en considération et que ce corps est juste censé être celui d'un autre membre de l'équipe de recherche de Black Mesa. Cependant, il a été confirmé que Gina Cross est décédée lors de l'incident de Black Mesa et que le cadavre vu dans Half-Life: Opposing Force prés du téléporteur sur Xen est bien le sien.

## Système de jeu
Contrairement aux autres aventures d'Half-Life, qui se jouent en un joueur uniquement, Decay est conçu pour jouer en coopératif. S'il peut être joué seul (permutant alors entre les rôles du Dr Cross et du Dr Green), le jeu est clairement prévu pour être joué à deux joueurs en écran splitté : de nombreux obstacles et situations rencontrés dans le jeu nécessitent la coopération des deux personnages.
Il est aussi un des rares jeux de la série à être divisés en plusieurs missions clairement séparées au lieu d'être une histoire ininterrompue.
Decay établit aussi un système de classement pour chacune des neuf missions (s'étendant de A (la meilleure note) à F (la pire)) qui se base sur la précision des tirs, le nombre d'ennemis tués et les dommages reçus. Si toutes les missions sont achevées avec un A, une mission spéciale, Xen Attacks, est débloquée, mettant en scène deux Vortigaunts.
Decay est aussi le seul jeu de la série où le joueur doit affronter un monstre Manta dans Xen qui sert de boss final.
La plupart des armes d’Half-Life sont présentes dans le jeu à l'exception de certaines comme le canon Tau, le fusil à Gluon et l'arbalète. Les armes absentes peuvent être toutefois obtenues en utilisant la console. Il existe également le Displacer d’Half-Life: Opposing Force, pouvant aussi être obtenu durant le cinquième chapitre « Violence Domestique » sur la version PC.

## Développement
Decay devait à la base se nommer « Hazard Team », mais ce nom fut changé pour concorder avec le reste des titres de la série. Les noms des cartes ont toujours gardé le préfixe « ht ».
Bien que Gearbox eût terminé la version PC du jeu, Decay ne sortit jamais sur PC « due to powers beyond Gearbox's control » (en raison d'influences extérieures échappant au contrôle de Gearbox) et n'est pas disponible sur la plate-forme Steam non plus. Cependant, une version de Decay pour Half-Life sur PC a été développée par des fans à partir de la version PlayStation 2. Le mod est disponible en anglais sur le site de l'équipe depuis le 23 septembre 2008.

## Lien avecHalf Life
Dans Half-Life, Gordon Freeman aperçoit deux autres containers vides lorsqu'il enfile sa combinaison de protection HEV. Ces containers sont en fait prévus pour ranger les combinaisons de Gina et Colette, qui s'en sont déjà équipées avant que Gordon n'arrive.